# Compras de pánico

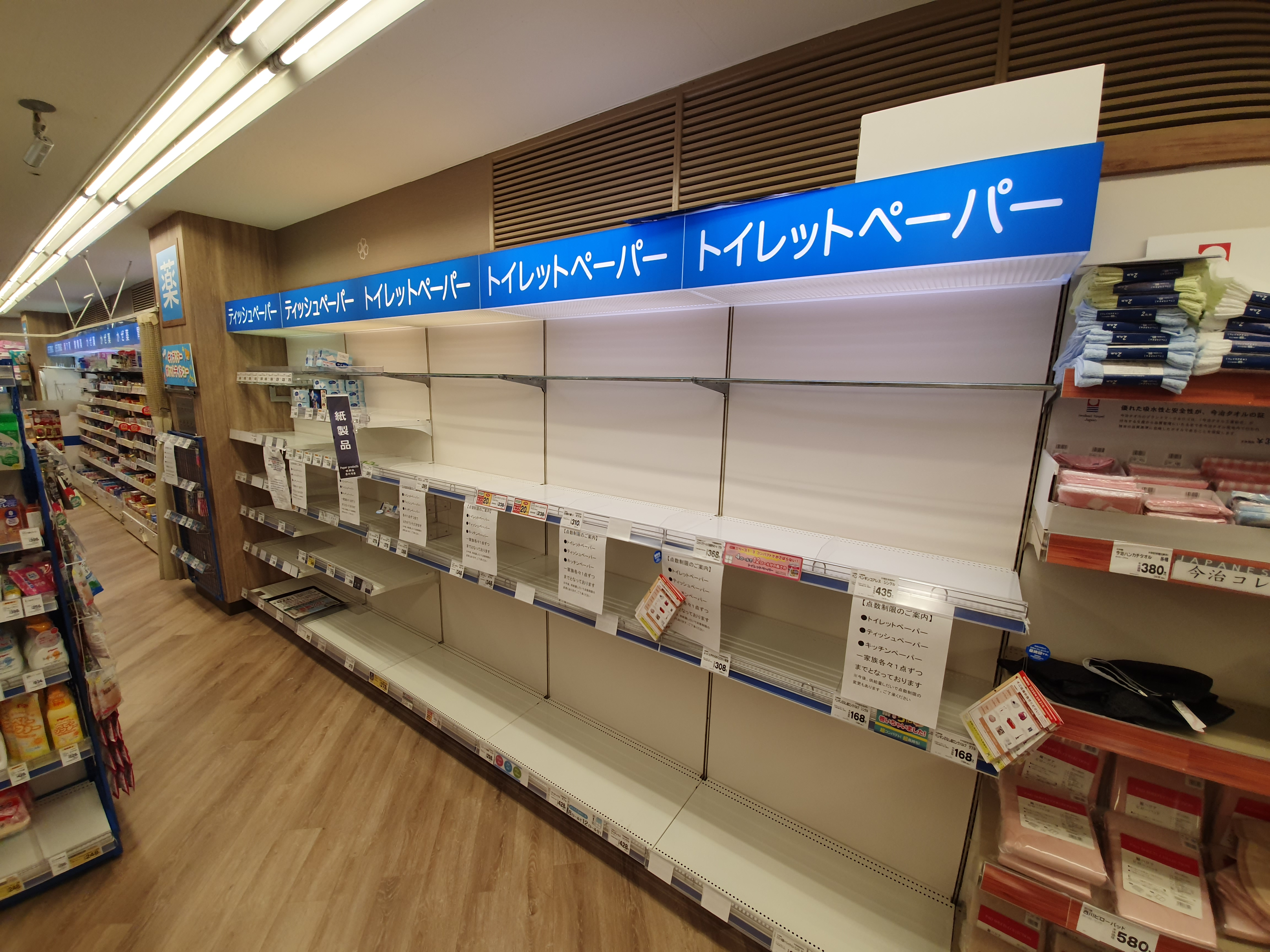
Estantes de papel higiénico vacíos tras compras de pánico en Japón debido a la pandemia de COVID-19. Se aprecia que el resto de estantes siguen plenamente abastecidos.

Se conoce como compras de pánico o acaparamiento basado en el miedo, al acto de comprar cantidades inusualmente grandes de un producto anticipándose a, o después de, un desastre efectivo o percibido, o en anticipación ante un gran aumento de precio o escasez.
Este fenómeno es de interés en teoría de comportamiento del consumidor, amplio campo de estudio económico que trata de buscar explicaciones para la «acción colectiva como fads y modas, movimientos de mercados de valores, aumento en compras de bienes consumibles, compras desmedidas, acaparamiento, y pánicos bancarios».
Las compras de pánico pueden dirigir a escaseces genuinas independientemente de si el riesgo es real o percibido como una forma de profecía autocumplida.

## Ejemplos
Antes, durante o después de los siguientes incidentes se ha registrado la ocurrencia de compras de pánico:
- Hambruna en Bengala de 1943.[3]
- Crisis de los misiles en Cuba de 1962, dirigido a las compras de comidas enlatadas en los Estados Unidos.[4]
- La crisis del petróleo de 1979 condujo a pánico por comprar este hidrocarburo por parte de Japón.[5]
- Problema del año 2000.[6][7]
- En enero y febrero de 2003, durante el brote de SARS, varias rondas de compras de pánico de varios productos (incluyendo sal, arroz, vinagre, aceite vegetal, antibióticos, máscaras, y medicinas tradicionales) tuvieron lugar en la provincia china de Cantón y en áreas vecinas como Hainan y Hong Kong.[8]
- Protestas por alzas de combustibles en 2000 y 2005 en Reino Unido.[9][10]
- Explosiones en la planta química de Jilin de 2005 en China: compras de pánico por agua y comida.[11]
- Incendio de Buncefield de 2005.[12][13]
- Pandemia de enfermedad por coronavirus de 2019-2020: mascarillas, alcohol en gel, comida y papel higiénico.[14][15]
- Apagón en la península ibérica de 2025: frescos, agua, alimentos no perecederos, etc.